# 吐延
吐延（？—329年），吐谷渾第二任首領，在位期間為317年至329年。
317年，慕容吐谷渾逝世，由他的長子吐延繼位。史称他“雄姿魁杰，羌虏惮之，号为项羽”。性格残酷，不能体恤下情。晉咸和四年(329年)，吐延被昂城（今四川阿坝）羌族酋長姜聰刺死，臨死時囑咐其将纥拔泥，辅佐其長子葉延保衛白蘭（今青海都兰、巴隆一带）。及後，葉延繼位，在沙洲建立慕克川總部。
| 前任： 慕容吐谷渾 | 吐谷渾首領 在位期間317年－329年 | 繼任： 葉延 |